# Afrikaanse boomkikkers
Afrikaanse boomkikkers (Chiromantis) zijn een geslacht van kikkers uit de familie schuimnestboomkikkers (Rhacophoridae). De groep werd voor het eerst wetenschappelijk beschreven door Wilhelm Peters in 1854.
Er zijn 18 verschillende soorten waaronder vier soorten die pas in 2014 voor het eerst wetenschappelijk zijn beschreven. In veel literatuur wordt daarom een lager soortenaantal gemeld. Alle soorten komen voor in delen van Azië en leven in de landen China, India, Laos, Myanmar, Thailand en Vietnam, mogelijk ook in Bangladesh. Hiernaast komen soorten voor in tropisch Afrika, ten zuiden van de Sahara. Chiromantis is het enige geslacht van de schuimnestboomkikkers dat in Afrika voorkomt.

## Taxonomie
Geslacht Chiromantis
- Soort Chiromantis baladika
- Soort Chiromantis cherrapunjiae
- Soort Chiromantis doriae
- Soort Chiromantis dudhwaensis
- Soort Chiromantis inexpectatus
- Soort Chiromantis kelleri
- Soort Chiromantis marginis
- Soort Chiromantis nauli
- Soort Chiromantis nongkhorensis
- Soort Chiromantis petersii
- Soort Chiromantis punctatus
- Soort Chiromantis rufescens – Ruwe boomkikker
- Soort Chiromantis samkosensis
- Soort Chiromantis senapatiensis
- Soort Chiromantis shyamrupus
- Soort Chiromantis simus
- Soort Chiromantis trilaksonoi
- Soort Chiromantis xerampelina – Afrikaanse grijze boomkikker

Beddomixalus · 
Chiromantis · 
Feihyla · 
Ghatixalus · 
Gracixalus · 
Kurixalus · 
Liuixalus · 
Mercurana · 
Nasutixalus · 
Nyctixalus · 
Philautus · 
Polypedates · 
Pseudophilautus · 
Raorchestes · 
Rhacophorus · 
Taruga · 
Theloderma